# Marcos Alberto Skavinski
Marcos Alberto Skavinski (Curitiba, 28 de marzo de 1975) es un exfutbolista brasileño que se desempeñaba como defensa.
Jugó para clubes como el Coritiba, São Caetano, Atlético Mineiro, Santo André, Marília, Juventude, Atlético Paranaense, Kawasaki Frontale, Internacional, Palmeiras y Goiás.

## Trayectoria

### Clubes
| Club                | País   | Año         |
| ------------------- | ------ | ----------- |
| Coritiba            | Brasil | 1996        |
| São Caetano         | Brasil | 1998 - 1999 |
| Atlético Mineiro    | Brasil | 1999        |
| São Caetano         | Brasil | 2000 - 2001 |
| Santo André         | Brasil | 2001        |
| Marília             | Brasil | 2002        |
| Santo André         | Brasil | 2002 - 2003 |
| Juventude           | Brasil | 2003        |
| Atlético Paranaense | Brasil | 2004 - 2007 |
| Kawasaki Frontale   | Japón  | 2006        |
| Internacional       | Brasil | 2007 - 2008 |
| Palmeiras           | Brasil | 2009 - 2010 |
| Goiás               | Brasil | 2010 - 2011 |